# Sun (FLK)
Sun è un album del gruppo musicale italiano FLK.
Tutti i brani sono cantati in lingua friulana.
Tutti i brani sono stati scritti da Alessandro Montello tranne dove indicato diversamente.

## Tracce
1. Praia de Meaipe - 6:18
2. Radio Tarouk - 4:32
3. Sun - 4:56
4. S'vints - 4:51
5. Carnera - 4:51
6. Scras - 4:48
7. Sieth - 5:05
8. Testament di Sambe (Traditional) - 5:18
9. Ehi, Garcia! - 4:16
10. Em - ma - 7:18
11. Rain Soldier - 3:02
12. traccia vuota - 0:12
13. traccia vuota - 0:12
14. traccia vuota - 0:12
15. Scras Tom Ace rmx - 4:47

## Formazione
- Cristina Mauro – voce
- Stefano Montello – chitarra e cori
- Flavio Zanier – basso e cori
- Alessandro Montello - fisarmonica, tastiere, voce, cori, piano Steinway & Sons (in Rain Soldier)
- U.T. Ghandi – batteria, percussioni e cori
- Loris Luise – percussioni e cori

### Altri musicisti
- Lucia Clonfero - violino
- Marina Bertoni – violoncello
- Elisa D'Agostini – viola
- Denis Biasion - chitarra flamenco ed elettrica
- Flavio D'Avanzo - tromba
- Lino Straulino - chitarra